# Ловушка для убийцы
«Ловушка для убийцы» — кинофильм. Экранизация произведения, автор которого — Грэм Грин.

## Сюжет
Наёмный убийца Рейвен ликвидирует свою жертву, полагая, что это заурядный человек. Однако на Рейвена начинается охота. Как оказалось, он прикончил сенатора. Пытаясь уйти от полиции, Рейвен берёт заложницу — Анну.